# Внутренняя политика Израиля
Государство Израиль — парламентская республика, во главе которой стоит президент с символическими полномочиями. Президент назначает премьер-министра, основываясь на рекомендации большинства членов Кнессета Израиля. Премьер-министр стоит во главе кабинета министров, пользующейся поддержкой депутатов кнессета.
Законодательную власть представляет Кнессет Израиля, состоящий из 120 членов, избирающихся на основе всеобщих выборов раз в четыре года или раньше, в случае самороспуска кнессета. Население Израиля голосует по партийным спискам, составленным на основе предварительных выборов в самих партиях или выборных комиссиях партий. Каждый список, набравший более 2 % голосов избирателей, представлен в кнессете.
В 90-х гг. XX века, система выборов в Израиле была изменена и голосование проводилось двумя бюллетенями, один за премьер-министра, второй за партийный список. Это привело к распылению голосов и неустойчивости коалиционного правительства, и в конечном итоге была отменена.
В Израиле нет Конституции, несмотря на то, что в Декларации независимости она предусмотрена. Вместо Конституции в Израиле используются Основные законы государства, принимаемые Кнессетом.

## Исполнительная власть
Исполнительная власть Израиля представлена правительством Израиля, с премьер-министром во главе. На сегодняшний день премьер-министром является Биньямин Нетаньяху, возглавляющий 32-е правительство Израиля.

## Законодательная власть
Законодательная власть в Израиле представлена израильским парламентом — Кнессетом. Своё название Кнессет получил в память о собрании старейшин еврейского народа во времена Второго Храма, называвшегося Большой Кнессет (ивр. כנסת הגדולה‎).

## Партийная деятельность
Израильские партии представляют весь спектр политических и экономических предпочтений населения страны. Основной спор между партиями Израиля ведётся в вопросе безопасности Израиля и отношении к мирному процессу между Израилем и его арабскими соседями. По этим принципам определяется принадлежность той или иной партии к правому или левому флангам израильской политики.

### Правые партии
Правые партии в нынешнем кнессете представлены фракциями Ликуд, Наш дом Израиль, Ихуд Леуми, Байт Йегуди и Тиква Хадаша. Общая идея этих партий состоит в том, что арабы не заинтересованы в реальном мире между Израилем и арабскими странами, соглашения в Осло лишь способ ослабить Израиль, а террор можно победить только силовым решением. Большинство правых партий поддерживают идею Великого Израиля и тем самым выступают против разрушения еврейских поселений на оккупированных территориях.
В экономических вопросах предпочтения правых варьируются от тэтчеризма до социал-демократии.

### Левые партии
Левые партии представлены партиями Авода, Мерец и Хадаш. Они верят в возможность мирного процесса на Ближнем Востоке и в дипломатическое решение арабо-израильских проблем. Левые выступают за разделение страны и образование независимого палестинского государства на территории Газы, Иудеи и Самарии. Ультралевые партии выступают за одно государство для двух народов, еврейского и палестинского, на территории современного Израиля.
Левые партии выступают за отделении религии от государства, за больший либерализм в вопросах общества и государства. Экономические предпочтения левого лагеря варьируются от коммунизма до социал-демократии и мягкого капитализма.

### Партии центра
Партии центра, представленные в кнессете партиями Еш атид, Кахоль-Лаван и др., совмещают в себе элементы правой и левой идеологии.

### Секториальные партии
Секториальные партии в кнессете представлены религиозными фракциями ШАС и Яхадут ха-Тора. Религиозные партии поддерживают идею социального государства и увеличение пособий слабым слоям израильского общества.
К тому же к секторальным партиям относят арабские фракции Балад, РААМ и Тааль. Они выступают против присутствия еврейских поселений на территориях и идей сионизма. Арабские партии выступают за превращение Израиля в двунациональное государство и стоят на позициях панарабизма (Балад) либо исламизма (Раам).
К секторальным партиям относили и партии репатриантов из СССР и СНГ, в том числе Исраэль ба-Алия, Наш дом Израиль и Демократический выбор Израиля, а также партию пенсионеров.